# Задний привод
За́дний при́вод — конструкция трансмиссии автомобиля, когда крутящий момент, создаваемый двигателем, передаётся на задние колёса. Реализовано это может быть при самом различном взаимном расположении двигателя и агрегатов трансмиссии (см. ряд иллюстраций справа).
Задний привод также используется практически повсеместно на мотоциклах и велосипедах.

## Плюсы и минусы
Здесь перечислены преимущества и недостатки, общие для всех заднеприводных компоновок.
Плюсы
- Динамическая загрузка задней (ведущей) оси: при нажатии на газ вес машины переносится на заднюю часть, тем самым нагружая задние колёса и разгружая передние. В результате при разгоне машина имеет лучшее сцепление с дорожным покрытием, ведущие колёса меньше буксуют, и тяга двигателя при разгоне используется эффективнее.[1] Как результат — хорошая динамика разгона и способность уверенно преодолевать подъёмы, даже при недостаточной мощности двигателя[2].
- Занос на заднеприводном автомобиле происходит при более низкой критической скорости, чем в случае переднего или полного привода, но более предсказуем и легко устраняется либо сбрасыванием газа (после срыва), либо нажатием на сцепление с одновременным поворотом руля в сторону заноса. Торможение при этом лучше не применять. Водитель средней квалификации склонен в таких ситуациях инстинктивно именно бросать газ, а не нажимать.[1] При переднем же приводе, напротив, для выхода из заноса приходится прибавить усилие на педали газа, а сбрасывание или торможение приведёт к ещё большей потере управляемости — но при этом сам занос происходит на существенно большей скорости.[1]
- На руль не передаётся реактивных моментов при разгоне, так как передние колёса не являются ведущими.[3] (в настоящее время с передачей моментов на рулевое управление при переднем приводе, что проявляется главным образом при схеме с поперечным расположением двигателя и неравной длиной полуосей привода передних колёс, научились действенно бороться);
- Меньший радиус разворота при равной колёсной базе, так как углы поворота передних колёс не ограничены шарнирами равных угловых скоростей.[2]
- Большее разнообразие техник управления — в частности, задний привод позволяет специально подготовленному водителю вести автомобиль в управляемом заносе, «поигрывая» педалью газа с повёрнутым в сторону заноса рулём.
- Ведущие колёса идут по утрамбованной колее, проложенной передними ведомыми, благодаря чему у заднеприводного автомобиля лучше проходимость по рыхлым грунтам и снегу; ведущая ось хорошо нагружена, что также способствует проходимости, причём по мере загрузки заднеприводного пассажирами и грузом автомобиля увеличивается сцепной вес на ведущей оси, а следовательно — и его проходимость, повышаются.

Минусы
- Все заднеприводные компоновки являются проигрышными с точки зрения эффективности использования пространства: при классической компоновке соотношение длины автомобиля и его колёсной базы получается наименее выгодным, при среднемоторной — мотор отнимает практически половину пассажирского салона, а при заднемоторной крайне затруднено размещение груза.
- На заднеприводном автомобиле повёрнутые передние колёса создают эффект торможения, а толкающие задние — избыточную толкающую силу, так что заднеприводные автомобили склонны к заносу (скольжению задней оси в повороте), особенно на покрытии с низким коэффициентом сцепления[4].

В целом, переднеприводной и построенный по классической компоновке заднеприводной автомобили одного технологического уровня будут примерно эквивалентны друг другу с точки зрения управляемости и активной безопасности, но при этом задний привод требует от водителя большей аккуратности и лучших навыков вождения в условиях гололёда и мокрого покрытия, в то время, как переднеприводные модели в подавляющем большинстве условий считаются беспроблемными для водителя в этом отношении.
В некоторых дисциплинах автоспорта (например, в шоссейно-кольцевых гонках) задний привод имеет преимущество перед передним, вытекающее из преимуществ заднего привода перед полным и передним на покрытиях с высоким коэффициентом сцепления (сухой асфальт). В то же время в ралли с присущими этому виду автоспорта скользкими грунтовыми, ледяными и заснеженными трассами с низким коэффициентом сцепления преимущество уже у полного и переднего привода. На заднем приводе при заносе достаточно сбросить газ, чтобы вернуть автомобиль на траекторию. Тем не менее, задний привод позволяет намного легче сорвать автомобиль в занос и облегчить прохождение сложного поворота.
Тяговые возможности автомобиля с задним приводом во многом зависят от загрузки его задних колёс. В отличие от автомобилей с передним приводом, где ведущие колёса всегда подгружены, автомобили классической компоновки (в том числе и грузовые) более склонны к пробуксовке колёс при прочих равных условиях. Дело в том, что при одинаковом коэффициенте трения сама сила трения будет зависеть только от веса, приходящегося на ведущие колёса. Именно поэтому для грузовых автомобилей чисто передний привод неприменим. Кроме того, для повышения проходимости на некоторых грузовиках предусмотрена возможность поднятия одного из задних мостов (обычно самый задний). При этом увеличивается сцепление с дорогой и полнее реализуется тяговое усилие среднего моста.

## Компоновки автомобиля с задним приводом

### С расположением двигателя за пределами колёсной базы

#### Переднемоторная заднеприводная компоновка
На постсоветском пространстве известна под названием «классическая компоновка». Двигатель у таких автомобилей находится в передней части автомобиля, с центром масс перед или над передней осью, и передаёт крутящий момент на задние колёса.
Для расположения коробки передач здесь есть два варианта:
- Коробка передач вместе со сцеплением сблокирована с двигателем и связана с задним мостом при помощи карданного вала — это наиболее распространённая на массовых моделях схема;
- коробка передач, часто вместе со сцеплением, расположена отдельно от двигателя у заднего моста и сблокирована с главной передачей (это конструктивное решение называется «трансэксл»), а карданный вал либо заменяющий его вал без шарниров внутри трансмиссионной трубы вращается всегда со скоростью коленчатого вала двигателя. Часто при такой схеме двигатель связан с коробкой передач, сблокированной с редуктором заднего моста, полой трансмиссионной трубой, внутри которой расположен тонкий вал без шарниров, заменяющий карданный вал; часто эта трансмиссионная труба по совместительству является и силовой основой кузова автомобиля, то есть рамой — в данном случае разновидностью хребтовой рамы. Так как картер редуктора заднего моста при такой схеме неподвижен, требуется независимая подвеска задних колёс. Преимущество этой компоновки — лучшая развесовка по осям, особенно при размещении спереди тяжёлого двигателя, поэтому её применяют в основном на спортивных автомобилях, например, Chevrolet Corvette последних выпусков.

Задний привод в сочетании с передним расположением двигателя часто называют «классической компоновкой», потому что эта компоновка автомобиля была наиболее распространена с начала XX века и до конца 1970-х годов.
Плюсы:
- Примерно равное распределение веса автомобиля по осям; как следствие — лучше управляемость на сухом покрытии и равномерный износ шин;[2]
- нейтральная или небольшая недостаточная поворачиваемость в нормальных условиях, что обеспечивает стабильную курсовую устойчивость;[2]
- двигатель расположен перед водителем; это облегчает контроль над ним и управление, обеспечивает простую реализацию отопления салона;[2]
- благодаря установке силового агрегата на мягких демпфирующих опорах значительно уменьшается уровень вибрации в салоне по сравнению с передним приводом, особенно — на моделях высоких классов[1];
- по сравнению с переднеприводными схемами и заднемоторными автомобилями, компоновка силового агрегата и трансмиссии менее плотная, что облегчает проектирование, изготовление и обслуживание автомобиля, позволяет использовать различные силовые агрегаты на одной и той же модели;
- продольное расположение двигателя, как следствие, — возможность размещения двигателей, непригодных для поперечного расположения из-за своей длины — например, рядных шестицилиндровых; более простая конструкция передней подвески;
- как правило, при сравнимом технологическом уровне автомобиль такой компоновки долговечнее; это относится в первую очередь к автомобилям с жёсткой балкой заднего моста; но и на автомобилях с независимой задней подвеской шарниры полуосей, как правило, имеют больший ресурс по сравнению с установленными на передних полуосях переднеприводного автомобиля, так как задние колёса, как правило, не поворачиваются, и условия работы шарниров более щадящие.

Минусы:

Главный минус компоновки — наличие карданного вала; из этого следует:
- Увеличение массы и себестоимости автомобиля;[8]
- Необходимость наличия в полу кузова специального тоннеля, уменьшающего объём пассажирского салона[8];
- Повышение уровня шумности и вибраций;[8]    "Благодаря установке силового агрегата на мягких демпфирующих опорах значительно уменьшается уровень вибрации в салоне по сравнению с передним приводом, особенно — на моделях высоких классов[1]";
- Некоторое затруднение при создании грузопассажирских модификаций из-за отсутствия ровного пола;[2]
- Сравнительно большие трансмиссионные потери (потеря мощности) из-за наличия растянутой трансмиссии с карданным валом;
- Сравнительно длинный передний свес;
- Двигатель может располагаться только продольно.

Заднеприводный, переднемоторный автомобиль получается одним из наиболее длинных по сравнению с другими компоновочными схемами, и, к тому же, наиболее высоким — как следствие, у него будут также наибольшая масса и, обычно, себестоимость; особенно эти недостатки чувствительны для малолитражного автомобиля, поэтому именно на них «классическая» компоновка вышла из употребления ещё в пятидесятые годы и была заменена сначала на заднемоторную, а впоследствии — на переднеприводную. В настоящее время по «классической» компоновке строят преимущественно относительно большие автомобили высоких классов.

#### Заднемоторная заднеприводная компоновка
В автомобилях, спроектированных по заднемоторной, заднеприводной компоновке, двигатель, трансмиссия и ведущий мост находятся в задней части автомобиля. В отличие от нижеупомянутой среднемоторной компоновки, центр масс силового агрегата при этом находится за задней осью (не путать с общим центром масс всего автомобиля — если бы он располагался позади задней оси, было бы невозможно удержать на земле передние колёса).
При такой компоновке силовой агрегат может располагаться как продольно, так и поперечно. Тем не менее, на абсолютном большинстве заднемоторных легковых автомобилей силовой агрегат расположен продольно, а поперечное его расположение встречается, в основном, на автобусах. Из легковых автомобилей поперечно расположенный мотор имели западногерманские малолитражки фирмы NSU выпуска шестидесятых — начала семидесятых годов.
Заднемоторная компоновка наиболее пригодна для сравнительно малоскоростных автомобилей, построенных по вагонной компоновке, при которой передний ряд сидений расположен над или перед нишами передних колёс, что позволяет получить близкую к оптимальной развесовку с лишь немного переутяжелённым задним свесом. Именно таковы были многие концептуальные разработки заднемоторных автомобилей, такие, как Stout Scarab, Ghia Selene, НАМИ-013, «Белка», ВНИИТЭ-ПТ и другие, а также один из наиболее удачных автомобилей, построенных по этой схеме, — Volkswagen Transporter Typ 2. Особенно выигрышным при этом является использование «плоских» оппозитных двигателей, малая габаритная высота которых позволяет расположить над ними багажное отделение или выполнить ровный пол в микроавтобусе или фургоне.
Однако же на практике в серию шли преимущественно заднемоторные автомобили с привычным публике традиционным трёхобъёмным кузовом «седан» (или реже двухобъёмным, «фастбэк», «хетчбэк», «комби» или «универсал»), в котором передний ряд сидений располагается сравнительно далеко позади передней оси, что сразу создавало неустранимое в рамках данной компоновки нарушение развесовки — задняя ось, на которую приходилось более 60 % массы автомобиля, оказывалась существенно перегруженной; отсюда — низкий уровень ходовых качеств, и в первую очередь — устойчивости и управляемости.
Такая компоновка массово применялась на европейских малолитражках с тридцатых и до начала восьмидесятых годов — Volkswagen Type 1 («Жук») и всех моделях на его базе; Škoda 1000MB и её потомках; всех «Запорожцах»; «Фиатах» моделей Nuova 500, 600, 850, 126 и 133; Renault 4CV, Dauphine, Caravelle, R8 и R10; Simca 1000; SEAT 133; BMW 700; NSU Prinz и других, а также на немногих спортивных купе класса GT: Alpine моделей A110, A310 и A610; DeLorean DMC-12; Porsche моделей 356 и 911 и некоторых других. В редчайших случаях её применяли на автомобилях среднего класса (Chevrolet Corvair; Volkswagen Type 4, VW 411 и VW 412), а также представительских или большого класса, например, «Татрах» от модели Т77 до Tatra T603, а также Tucker Torpedo.
На автомобиле Tatra T613 и её более поздних версиях (до T700) использовалась уникальная компоновка с расположением двигателя V8 над задней осью, эта схема, как правило, тоже считается разновидностью заднемоторной компоновки, хотя по развесовке ближе к среднемоторной.
В настоящее время заднемоторные легковые автомобили общего назначения практически не строятся, так как считается, что при современных скоростях движения заднемоторная компоновка не удовлетворяет требованиям безопасности, устойчивости и управляемости. Это в целом верно для водителя, привыкшего к переднемоторным автомобилям, так как их управляемость коренным образом отличается от таковой при заднем расположении двигателя.
В то же время в последние годы заднемоторная компоновка вновь начала применяться на малогабаритных городских автомобилях Tata Nano с невысокой максимальной скоростью или Smart Fortwo, а также на последнем поколении Renault Twingo. Кроме того, она традиционно сохраняется на спортивно-дорожной модели Porsche 911. На европейских моделях Smart Fortwo и Porsche 911 для улучшения управляемости до приемлемого уровня используются сложные электронные устройства.
В своё время Volkswagen объявил о намерении к 2010 году запустить в серию недорогой компактный 3,5-метровый заднемоторный городской автомобиль Volkswagen City Expert (см. Volkswagen up!) с трёхцилиндровым двигателем и невысокой максимальной скоростью, однако к появлению серийного образца этот проект так и не привёл.
Кроме того, эта схема широко используется на больших автобусах, для которых расположение двигателя сзади весьма удобно с точки зрения организации пассажирского салона; в частности, позволяет изабвиться от карданного вала и опустить пол, что необходимо городским автобусам.
В отличие от легкового автомобиля, при равномерно заполненном пассажирами салоне развесовка автобуса с задним расположением силового агрегата оказывается более благоприятной. Кроме того, скорости движения автобусов существенно ниже, чем у легковых автомобилей, а требования к управляемости не столь жёстки.
Однако из-за использования на автобусах исключительно неразрезных задних мостов с приводом карданным валом эта схема конструктивно пригодна лишь для больших автобусов с длиной не менее 8,5 метров.
Плюсы
- На ведущую ось приходится до 60 % (и даже более) массы автомобиля, плюс динамическая загрузка при разгоне; это предопределяет хорошую динамику разгона и очень хорошие возможности разгона при недостаточном сцеплении задних ведущих колёс с дорогой — на мокром покрытии, в гололёд и на подъёме[9], что сделало логичным выбор такой схемы для спортивных автомобилей, а также, в сочетании с плоским днищем, — очень хорошую для монопривода проходимость[2];
- За счёт отсутствия карданного вала и объединения силового агрегата и трансмиссии в компактный блок, при том же размере салона масса заднемоторного автомобиля на 5—10 % меньше, а себестоимость — на 7—12 % ниже, чем при «классической» компоновке (и ниже, чем при переднеприводной, благодаря более простой конструкции, в частности, отсутствию шарниров равных угловых скоростей). Это предопределяло выбор такой схемы для недорогих микро- и малолитражных автомобилей;[2]
- Силовой агрегат — трансэксл, состоящий из двигателя, сцепления, коробки передач, редуктора заднего моста и полуосей, получается одним из наиболее компактных и достаточно дёшев в производстве, устанавливается на автомобиль за одну технологическую операцию;[2] силовой поток получается коротким, что минимизирует потери мощности в трансмиссии;[9]
- Из предыдущих пунктов следует возможность за счёт хорошего сцепления колёс с дорогой и общего облегчения конструкции установить двигатель меньшей мощности по сравнению с другими компоновками (особенно переднеприводной) без ухудшения потребительских качеств, что, опять же, особенно ценно для недорогих моделей;
- Как и в переднеприводных автомобилях, двигатель может располагаться как вдоль, так и поперёк;
- При сравнимых внешних габаритах салон заднемоторного автомобиля будет просторнее по сравнению с автомобилем «классической» компоновки за счёт отсутствия туннеля в днище для карданного вала и трансмиссии[10], а по сравнению с переднеприводным — как правило, больше пространство для ног водителя и переднего пассажира;
- Хороший доступ к двигателю относительно среднемоторной схемы;[2][9]
- Меньшая шумность в салоне по сравнению с передним расположением двигателя благодаря удалённости от пассажиров и хорошей изоляции моторного отсека[10] (повышенная шумность «Запорожцев» и других заднемоторных автомобилей с двигателями воздушного охлаждения связана с конструктивными особенностями их двигателей, а не компоновкой);
- Малое усилие на рулевом колесе благодаря малой загрузке передних колёс;[9]
- Простая конструкция передней подвески;[9]
- Оптимальное распределение тормозных сил;[9]
- Высокий уровень пассивной безопасности при лобовом ударе благодаря большой деформируемой зоне впереди кузова (однако некоторыми специалистами, напротив, отмечается худшая пассивная безопасность заднемоторных автомобилей, как раз в связи с отсутствием впереди двигателя);

Минусы
- Худшая управляемость по сравнению с другими схемами[10]; на ведущую ось приходится до 60 % массы автомобиля, что приводит к «избыточной поворачиваемости», а также — плохой курсовой устойчивости и недостаточной эффективности рулевого управления из-за недостаточного сцепного усилия на передних колёсах, особенно на высоких скоростях и на дорогах с плохим коэффициентом сцепления[2]; повышенная чувствительность к боковому ветру[9]; частично компенсировать этот недостаток помогают такие меры, как: применение более короткого V-образного или оппозитного двигателя, поперечное расположение силового агрегата, смещение пассажирского салона вперёд, правильный выбор кинематики задней подвески, а также — повышение давления в шинах задних колёс с одновременным увеличением угла наклона шкворней передних колёс в продольной плоскости (кастора)[9];
- Затруднённое охлаждение двигателя, усложнённое отопление салона[2]; требуется мощный вентилятор принудительного охлаждения, потребляющий дополнительную мощность, соответственно — топливо[9]; при выносе радиатора вперёд охлаждение двигателя улучшается, возникает возможность использовать более экономичный электровентилятор, но уменьшается и без того небольшой объём багажного отсека, к тому же появляются длинные теплотрассы, проложенные через весь кузов, что увеличивает потери тепла[9];
- Большая длина приводов от рабочего места водителя к двигателю и трансмиссии;[2][9][10]
- Трудности с расположением топливного бака в безопасной зоне (при расположении сзади повышается пожароопасность, при переднем возникает вероятность деформации при аварии)[9];
- Большая нагрузка на опоры двигателя при трогании с места;[9]
- Трудности с построением эффективной выхлопной системы и системы глушения шума двигателя, их настройки из-за малой доступной длины;[9]
- Длинный задний свес, особенно при продольном расположении двигателя;[2]
- Объём багажного отделения обычно меньше, чем при «классической» компоновке из-за больших ниш передних (поворотных) колёс и расположения деталей рулевого управления[2];
- Крайне затруднено создание грузопассажирских модификаций[2];
- По сравнению с переднеприводным, при том же объёме салона, длина кузова заднемоторного автомобиля расходуется нерационально из-за расположения багажного отсека спереди;

Три последних недостатка частично устраняются применением плоских оппозитных двигателей, что позволяет добавить второй багажник сзади над двигателем (Chevrolet Corvair), и даже строить модификации с кузовом «универсал» (Chevrolet Corvair; Fiat 500 Gardinera; VW 411 E Variant), причём в этом случае автомобили располагали двумя багажными отделениями с большим общим объёмом — спереди и сзади;
Наиболее радикальное решение для данной компоновки — построение автомобиля по вагонной схеме, что позволяет добиться близкой к оптимальной развесовки, но на практике применялось редко — например, первые три поколения Volkswagen Transporter, оригинальный Fiat 600 Multipla, целый ряд японских моделей 70-х — начала 90-х годов.

### С расположением двигателя внутри колёсной базы

#### Передняя среднемоторная заднеприводная компоновка
Как правило, в самостоятельный тип её не выделяют, рассматривая совместно с переднемоторной, заднеприводной компоновкой.
Такая схема применялась преимущественно в первой половине XX века, до распространения независимых передних подвесок; впоследствии использовалась исключительно на спортивных автомобилях с тяжёлыми двигателями с целью избежать излишней перегрузки передней оси и уменьшения переднего свеса вплоть до его полного отсутствия. При этом перемещение двигателя назад смещает и пассажирский салон, поэтому размещение пассажиров и грузов при такой компоновке нерационально; в частности, заднее сиденье, как правило, располагалось над кожухами задних колёс, а отдельный багажник отсутствовал.
Иногда на современных двухместных спортивных автомобилях с тяжёлыми расположенными спереди двигателями их также сдвигают назад для лучшей развесовки, примеры — Mazda RX-7, Dodge Viper, Lotus Seven.

#### Задняя среднемоторная заднеприводная компоновка
Также называется «компоновкой с центральным расположением двигателя». Из легковых автомобилей — применяется почти исключительно на спортивных моделях, изредка — на автомобилях вагонной компоновки.
Характерный пример такой компоновки — Porsche Boxster с шестицилиндровым оппозитным двигателем, расположенным непосредственно перед задним ведущим мостом.
Расположение силового агрегата примерно в центре масс автомобиля даёт оптимальную развесовку при любой массе двигателя и хорошую динамическую загрузку ведущих колёс, что существенно улучшает их сцепление с асфальтом, особенно на скользком покрытии (хотя и в меньшей степени, чем в случае заднемоторной компоновки, о ней см. выше).
Однако такое его размещение сильно затрудняет компоновку пассажирского салона (почти всегда такие автомобили делают двухместными; впрочем, существует и несколько моделей с посадочной формулой 2+2, то есть с двумя обычными местами и двумя ограниченной комфортабельности, «детскими»), а также доступ к силовому агрегату и его охлаждение, что делает эту компоновку непригодной для легковых автомобилей общего назначения.
Управляемость среднемоторных автомобилей лучше, чем заднемоторных, и для них характерны весьма высокие предельные скорости вхождения в поворот; при этом очень малое плечо момента инерции вокруг вертикальной оси из-за концентрации массы автомобиля в пределах колёсной базы приводит к плохой курсовой устойчивости (иными словами, такие автомобили очень легко сбить с траектории прямолинейного движения, так как момент инерции, противодействующий этому, у них весьма мал), а также очень резкому поведению в поворотах, что требует большого мастерства от водителя.
На автобусах среднемоторная компоновка была широко распространена до появления низкопольных моделей. Хорошо известный пример — автобусы Ikarus, у которых рядный шестицилиндровый дизель RABA MAN размещался под полом пассажирского салона горизонтально.
Среднемоторная компоновка широко использовалась на ранних автомобилях конца XIX — начала XX века, в частности, первых автомобилях Бенца и Даймлера. Двигатель располагался у них под высоким сиденьем водителя и приводил задние колёса при помощи цепи.
Многие мотоколяски 1920—1950-х годов с мотоциклетными двигателями и цепным приводом на задние ведущие колёса также использовали эту компоновку, пример — Victoria 250 Spatz.